# ويليام بارون
ويليام بارون (بالإنجليزية: William Barron)‏ هو سياسي نيوزلندي، ولد في 1837، وتوفي في 16 يونيو 1916. انتخب عضو مجلس النواب النيوزيلندي.